# ウラジロアカザ
ウラジロアカザ（裏白藜、学名: Oxybasis glauca）は、ヒユ科アカバアカザ属の一年草。湖畔、海浜、埋め立て地などに生える。和名は、牧野富太郎が神奈川県川崎市と宮城県松島で採集した標本に基づき、1891年に命名し発表した。
従前はアカザ属に属すると考えられていたが、2012年に発表された論文のように、アカバアカザ属に含めるべきであるとする説もある。

## 分布
ユーラシア、ヨーロッパを原産地とする。
日本にも帰化しており、明治時代中頃に定着した。北海道から九州にかけて分布する。

## 特徴
草丈10 - 40センチメートル (cm) 。茎は全体に分枝し、まばらに白色球状の突起を生じ、ときに紅色の筋模様がはいる。葉は互生し、長さ0.3 - 6 cm、幅0.2 - 2 cmの長楕円形、両側に波状の鋸歯があり、葉先は鈍頭、基部はくさび形に狭まって葉柄に続く。質は薄く、葉表に白色の球状突起がまばらにあり、葉裏には密生して白っぽくなっている。
花期は6 - 9月。葉腋から出た花序はほとんど無毛。花序は頭状の分花序を断続的につけた穂状花序であるが、茎の先端では円錐状に広がる。花被片は2 - 5個。種子は偏球形で、径は約1ミリメートル (mm) 、暗褐色で光沢がある。染色体数は、2 n=18。
主に海岸や造成池、埋め立て地に生育している。一見すると、ゴウシュウアリタソウ（Dysphania pumilio）にも似ているが、葉に腺体はなく、匂いもない。